# Nymphopsis curtiscapus
Nymphopsis curtiscapus är en havsspindelart som beskrevs av Stock, J.H. 1974. Nymphopsis curtiscapus ingår i släktet Nymphopsis och familjen Ammotheidae. Inga underarter finns listade i Catalogue of Life.